# Sant'Ippolito (titre cardinalice)
 (février 2024).
Si vous disposez d'ouvrages ou d'articles de référence ou si vous connaissez des sites web de qualité traitant du thème abordé ici, merci de compléter l'article en donnant les références utiles à sa vérifiabilité et en les liant à la section « Notes et références ».
Le titre cardinalice de Sant'Ippolito (Saint Hippolyte) est érigé par le pape François le 14 février 2015. Il est attaché à l'église Sant'Ippolito située dans le quartier de Nomentano, au nord-est de Rome. 

## Titulaires
| - John Atcherley Dew depuis 2015 |